# David Wheater
David Wheater est un footballeur anglais, né le 14 février 1987 à Redcar en Angleterre. Il évolue comme défenseur central avec l'Oldham Athletic.

## Biographie
Le 1er août 2019, il rejoint Oldham Athletic.

## Carrière
- 2004-01/2011 :  Middlesbrough FC
  - fév. 2006-2006 :  Doncaster Rovers (prêt)
  - oct. 2006-nov. 2006 :  Wolverhampton Wanderers (prêt)
  - jan. 2007-avr. 2007 :  Darlington FC (prêt)
- 2011 - 2016 :  Bolton Wanderers[1],[2]

## Palmarès

### Distinctions personnelles
- Membre de l'équipe type de League One en 2017.